# The Devil Dancer
The Devil Dancer este un film american în genul romantic din 1927, regizat de Fred Niblo și produs de Samuel Goldwyn.
Pentru munca sa la acest film, The Magic Flame și Sadie Thompson, directorul de imagine George Barnes a fost nominalizat la premiul Oscar pentru cea mai bună imagine la prima ediție de decernare a premiilor în 1929.
The Devil Dancer este considerat un film pierdut.

## Distribuție
- Gilda Gray în rolul Takla (The Devil Dancer)
- Clive Brook în rolul Stephen Athelstan
- Anna May Wong în rolul Sada
- Serge Temoff în rolul Beppo
- Michael Vavitch în rolul Hassim
- Sōjin Kamiyama în rolul Sadik Lama
- Anne Schaefer în rolul Tana
- Albert Conti în rolul Arnold Guthrie
- Martha Mattox în rolul Isabel
- Kalla Pasha în rolul Toy
- James B. Leong în rolul The Grand Lama
- William H. Tooker în rolul Lathrop
- Claire Du Brey în rolul Audrey
- Nora Cecil în rolul Julia
- Barbara Tennant în rolul The White Woman
- Herbert Evans (rol minor)
- Jack Harvey (rol minor)
- Ura Mita (rol minor)
- Clarissa Selwynne (rol minor)